# Kedungkendo
Kedungkendo is een bestuurslaag in het regentschap Sidoarjo van de provincie Oost-Java, Indonesië. Kedungkendo telt 8022 inwoners (volkstelling 2010).